# Liste des épisodes spéciaux de Pokémon
Cette page recense tous les épisodes dérivés de Pokémon, la série. La plupart d'entre eux mettent en scènes les personnages secondaires du dessin animé ou les personnages principaux des jeux vidéo, à des fins promotionnelles.

## Les aventures de Pikachu
Les 6 premiers ont été diffusés avant les films, les suivants ont été disponibles dans les avions de la compagnie ANA flight, au rythme d'un par film. Le 15e est diffusé en même temps que le film 15 au cinéma. Ils ne comportent quasiment aucune apparition des dresseurs et ont pour personnages centraux les Pokémon des héros et de la Team Rocket. Seuls les 3 premiers sont sortis en France.
| No | Titre français                            | Titre japonais                           | Titre japonais                                                                       | Date de 1re diffusion |
| No | Titre français                            | Kanji                                    | Rōmaji                                                                               | Date de 1re diffusion |
| -- | ----------------------------------------- | ---------------------------------------- | ------------------------------------------------------------------------------------ | --------------------- |
| 1  | Les vacances de Pikachu                   | ピカチュウのなつやすみ                   | Pikachū no Natsuyasumi (Les vacances d'été de Pikachu)                               | 18 juillet 1998       |
| 2  | Pikachu à la rescousse                    | ピカチュウたんけんたい                   | Pikachū Tankentai (L'expédition Pikachu)                                             | 17 juillet 1999       |
| 3  | Pikachu & Pichu                           | ピチューとピカチュウ                     | Pichū to Pikachū (Pichu et Pikachu)                                                  | 8 juillet 2000        |
| 4  | Le cache-cache de Pikachu                 | ピカチュウのドキドキかくれんぼ           | Pikachū no Dokidoki Kakurenbo (L'excitant cache-cache de Pikachu)                    | 7 juillet 2001        |
| 5  | Le camp Pikachu                           | ピカピカ星空キャンプ                     | Pika Pika Hoshi Zora Camp (Le camp Pikapika du ciel étoilé)                          | 13 juillet 2002       |
| 6  | La base secrète Pokémon                   | おどるポケモンひみつ基地                 | Odoru Pokemon Himitsu Kichi (La base secrète des Pokémon dansants)                   | 19 juillet 2003       |
| 7  | Le festival d'été de Pikachu !            | ピカチュウのなつまつり                   | Pikachū no Natsumatsuri (Le festival d'été de Pikachu)                               | 1er août 2004         |
| 8  | Le carnaval de Pikachu                    | ピカチュウのおばけカーニバル             | Pikachū no Obake Carnival (Le carnaval fantôme de Pikcahu)                           | 1er août 2005         |
| 9  | L'aventure sur l'île de Pikachu           | ピカチュウのわんぱくアイランド           | Pikachū no Wanpaku Island (L'île malicieuse de Pikachu)                              | 1er août 2006         |
| 10 | Le club d'exploration de Pikachu          | ピカチュウたんけんクラブ                 | Pikachū no Tanken Club (Le club d'exploration de Pikcahu)                            | 1er août 2007         |
| 11 | L'aventure glacée de Pikachu              | ピカチュウ 氷の大冒険                    | Pikachū Koori no Daibouken (Les aventures glacées de Pikachu)                        | 1er août 2008         |
| 12 | La recherche étincelante de Pikachu       | ピカチュウのキラキラだいそうさく！       | Pikachū no Kirakira Daisousaku (La recherche étincelante de Pikachu)                 | 1er août 2009         |
| 13 | La grande aventure mystérieuse de Pikachu | ピカチュウのふしぎなふしぎな大冒険       | Pikachū no Fushigina Fushigina Daibouken (La grande aventure mystérieuse de Pikachu) | 1er août 2010         |
| 14 | L'histoire estivale du pont et Pikachu    | ピカチュウのサマー・ブリッジ・ストーリー | Pikachū no Summer Bridge Story (L'histoire du pont estival de Pikachu)               | 1er août 2011         |
| 15 | Le récital étincelant de Meloetta         | メロエッタのキラキラリサイタル           | Meloetta no kirakira recital (L'éblouissant récital de Meloetta)                     | 14 juillet 2012       |
| 16 | Évoli & ses amis                          | ピカチュウとイーブイ☆フレンズ            | Pikachū to Eievui friends (Pikachu et les amis d'Évoli)                              | 13 juillet 2013       |
| 17 | Pikachu, quelle est cette clé ?           | ピカチュウ、これなんのカギ？             | Pikachū, kore nan no kagi?                                                           | 19 juillet 2014       |
| 18 | Pikachu et le groupe Pokémon              | ピカチュウとポケモンおんがくたい         | Pikachū to pokemon on ga kutai (Pikachu et le groupe de musique Pokémon)             | 18 juillet 2015       |

## Les Noël de Pikachu
Ce sont des épisodes spéciaux qui ont été diffusés les semaines de Noël années après années.
Ils mettent en scène exclusivement des histoires ayant pour protagonistes des Pokémon. Le 7e épisode met en scène les frères Pichu de Pikachu & Pichu. Certains d'entre eux sont sortis en France en tant que partie de Pokémon Chronicles.
| No  | Titre français                      | Titre japonais                           | Titre japonais                        | Date de 1re diffusion |
| No  | Titre français                      | Kanji                                    | Rōmaji                                | Date de 1re diffusion |
| --- | ----------------------------------- | ---------------------------------------- | ------------------------------------- | --------------------- |
| WV1 | Le Noël de Pikachu                  | クリスマス•で•あそぼ！                   | Kurisumasu de Asobo!                  | 20 novembre 2007      |
| WV2 | Jeux Kanda                          | 雪•で•あそぼ！                           | Yuki de Asobo!                        | 20 novembre 2007      |
| WV3 | Jeux d'hiver                        | こおり•で•あそぼう！                     | Kōri de Asobō                         |                       |
| WV4 | Les petits compagnons du Cerfrousse | クリスマス•の•夜                         | Kurisumasu no Yoru                    |                       |
| WV5 | Catastrophe à la veille de Noël     | デリバード•の•プレゼント                 | Deribādo no Purezento                 | 20 novembre 2007      |
| WV6 | Ronflex le bonhomme de neige        | ホワイト•ストーリー                      | Howaito Sutōrī                        | 20 novembre 2007      |
| WV7 | Panique dans la grande ville        | ぼくたち•ピチュー•ブラザーズ - 風船•騒動 | Bokutachi Pichū Burazāzu - Hūsen Sōdō | 20 novembre 2007      |

## Pokémon Hō-sō
Exclusivement diffusée au Japon, Pokémon Hō-sō est une mini-série axée sur différents personnages secondaires ou ex-personnages principaux (Jacky, Ondine, Pierre, Jessie, James, Miaouss, Cathy, Ritchie, Cassidy, Butch, le Professeur Chen et Delia, la mère de Sacha). En Occident, ces épisodes ont été regroupés avec le téléfilm Raikou, la légende du tonnerre et les premiers épisodes des Noël de Pikachu dans une mini-série intitulée Pokémon Chronicles.
| N°  | Titre français                     | Titre japonais (kanji)                   | Titre japonais (rōmaji)                         |
| --- | ---------------------------------- | ---------------------------------------- | ----------------------------------------------- |
| H1  | Match en famille                   | タケシ！ニビジムをすくえ！               | Takeshi! Nibi Jimu wo sukue!                    |
| H2  | Le Blues d'Azuria                  | ハナダジムのリベンジマッチ！             | Hanada Jimu no Ribenji Matchi!                  |
| H3  | On n'est pas des anges             | がんばれ！前向きロケット団               | Ganbare! Maemuki Roketto-dan!                   |
| H4  | Pour une poignée de Pokéballs      | オーキド邸だいけっせん!!                 | Ōkido-yashiki daikessen!                        |
| H5  | Le badge bleu du courage           | カスミ！ブルーバッジをゲットせよ！       | Kasumi! Burū Bajji o Getto se yo!               |
| H6  | La statue de Miaouss 1/2           | 出会いのミレニアムタウン                 | Deai no Mireniamu Taun                          |
| H7  | La statue de Miaouss 2/2           | メイッコルリリは大迷惑？                 | Arubaito wa taihen nyāsu!?                      |
| H8  | L'enlèvement du Professeur Chen    | ポケモン捜査網！オーキド博士をさがせ！！ | Pokemon sousa! Ōkido-hakase o sagase!!          |
| H9  | Grand Miaouss, petits rêves 1/2    | アルバイトはたいへんニャース！？         | Meitantei Nyāsu Sanjyo!                         |
| H10 | Grand Miaouss, petits rêves 2/2    | 迷探偵ニャース参上！                     | Meikkoruriri wa dai meiwaku?                    |
| H11 | Une rencontre avec Delcatty !      | カスミ真剣勝負！命かけます！？           | Kasumi Shinken Shoubu! Mei Kakemasu!?           |
| H12 | Trouver le bon équipier            | ロケット団 愛と青春の原点                | Roketto-Dan Ai to Seishun no Genten             |
| H13 | Voyage dans le temps               | もうひとつのセレビィ伝説                 | Mou Hitotsu no Serebī Densetsu                  |
| H14 | Le grand départ                    | マサラタウン、ポケモントレーナーの旅立ち | Masara Taun, Pokemon Torēnā no Tabidachi!       |
| H15 | La renaissance de Ptéra            | ポケモン研究者シゲルと復活のプテラ       | Pokemon Kenkyūsha Shigeru to Fukkatsu no Putera |
| H16 | L’amour est une chose splendide    | カスミとラブカス！ラブバトル！           | Kasumi to Rabukasu! Rabu Batoru!                |
| H17 | Ces sacrés Electek                 | ナナコとリザードン！炎の猛特訓！         | Nanako to Rizādon! Honoo no Mōtokkun!           |
| H18 | Le Pokémon Légendaire et le volcan | 天駆ける伝説 ヒロシとファイヤー！        | Ten Kakeru Densetsu Hiroshi to Faiyā!           |

## Spéciaux "Fin de saisons"
Ces épisodes ont été diffusés après la fin de la 13e, de la 16e, de la 19e et de la 20e saison et racontent les aventures de Pierre, Aurore, Iris, Rachid, Lem et Clem après leur séparation avec Sacha.
| N°   | Titre français                                                                             | Titre japonais (kanji)                                                       | Titre japonais (rōmaji)                    |
| ---- | ------------------------------------------------------------------------------------------ | ---------------------------------------------------------------------------- | ------------------------------------------ |
| DP1  | Aurore, un nouveau départ !                                                                | ヒカリ・新たなる旅立ち！                                                     | Hikari - Aratanaru Tabidachi!!             |
| DP2  | L'Arène d'Argenta : la plus grande crise de l'histoire !                                   | ニビジム・史上最大の危機！                                                   | Nibi jimu no Saidai no kiki!               |
| NB1  | Rachid et Pierre ! La colère de Léviator !!                                                | 「デントとタケシ！ギャラドスのげきりん！！」                                 | Dento to Takeshi Gyarados Unogekirin       |
| NB2  | Iris VS Sandra ! La voie du maître dragon !                                                | アイリスVSイブキ！ドラゴンマスターへの道！！                                 | Iris VS Ibuki! doragon masutā e no michi!! |
| XY1  | La légende d'X, Y et Z                                                                     | XYZの伝説！                                                                  | XYZ no densetsu!                           |
| XY2  | L'étrange duo ! Lem et Rachid !                                                            | 最強の二人！シトロンとデント！！                                             | Saikyō no futari! Shitoron to Dento!!      |
| LGPÉ | Let's Go pour le monde des Pokémon avec Marie Iitoyo ! Un récapitulatif complet de l'anime | 飯豊まりえと行く！ポケットモンスターの世界！〜アニポケ徹底解説スペシャル〜！ | Titre en rōmaji inconnu                    |

## Pokémon: Méga-Évolution
Ces quatre épisodes ont été diffusés en parallèle de l'arc XY de la série principale. On y suit Martine, une jeune dresseuse débutante, et Alain, un puissant dresseur possédant un Dracaufeu qui peut méga-évoluer. Il est à la recherche de d'autres dresseurs comme lui afin de devenir le plus fort. On retrouvera ces deux personnages au cours de la saison 19 où ils participeront au grand final.
| N°    | Titre français             | Titre japonais (kanji)                                              | Titre japonais (rōmaji)                                                    |
| ----- | -------------------------- | ------------------------------------------------------------------- | -------------------------------------------------------------------------- |
| PME01 | Pokémon : Méga-Évolution 1 | ポケットモンスターXY特別編 最強メガシンカ ～Act Ⅰ（アクトワン）～   | Pocket Monsters XY tokubetsu-hen saikyō megashinka ~ Act Ⅰ (Act One) ~     |
| PME02 | Pokémon : Méga-Évolution 2 | ポケットモンスターXY特別編 最強メガシンカ ～Act Ⅱ（アクトツー）～   | Pocket Monsters XY tokubetsu-hen saikyō megashinka ~ Act ⅠI (Act Two) ~    |
| PME03 | Pokémon : Méga-Évolution 3 | ポケットモンスターXY特別編 最強メガシンカ ～Act Ⅲ（アクトスリー）～ | Pocket Monsters XY tokubetsu-hen saikyō megashinka ~ Act ⅠII (Act Three) ~ |
| PME04 | Pokémon : Méga-Évolution 4 | ポケットモンスターXY特別編 最強メガシンカ ～Act Ⅳ（アクトフォー）～ | Pocket Monsters XY tokubetsu-hen saikyō megashinka ~ Act ⅠV (Act Four)~    |

## Téléfilms
| N° | Titre français                 | Titre japonais (kanji)     | Titre japonais (rōmaji)     |
| -- | ------------------------------ | -------------------------- | --------------------------- |
|    | Le retour de Mewtwo            | ミュウツー！我ハココニ在リ | Myūtsū! Ware wa koko ni ari |
|    | Raikou, la légende du tonnerre | ライコウ 雷の伝説          | Raikou ikazuchi no Densetsu |
|    | Le maître des mirages          | 戦慄のミラージュポケモン   | Senritsu no Mirāju Pokemon  |

## Pokémon 3D
Ces films ont été diffusés dans les Poképark en 3D, ils ne sont jamais sortis hors de ce contexte
| N° | Titre français                         | Titre japonais (kanji)                           | Titre japonais (rōmaji)                           |
| -- | -------------------------------------- | ------------------------------------------------ | ------------------------------------------------- |
| 3D | L'aventure 3D de Pikachu : Trouver Mew | ポケモン3Dアドベンチャー ミュウを探せ！          | Pokemon 3D Adobenchā Myū o sagase!                |
| 4D | L'aventure sous l'Océan de Pikachu     | ポケモン3Dアドベンチャー2 ピカチュウの海底大冒険 | Pokemon 3D Adobenchā 2 Pikachū no Kaitei Daibōken |

## Jeux vidéo
Ces épisodes ont été diffusés pour promouvoir leurs jeux vidéo respectifs. Les épisodes Donjon Mystère ont été télévisés, ceux de Ranger et Noir 2 et Blanc 2 ont été mis en ligne sur les sites officiels du jeu,. Il existe deux versions du dessin animé de Pokémon Noir 2 et Blanc 2, la vidéo postée sur le site officiel contient une scène de plus que la vidéo postée sur la chaîne Youtube de Nintendo France. Pokémon : Les Origines est basé sur Pokémon Rouge et Bleu, diffusé quelques jours avant la sortie de Pokémon X et Y.
| N° | Titre français                                                  | Titre japonais (kanji)                                    | Titre japonais (rōmaji)                                            |
| -- | --------------------------------------------------------------- | --------------------------------------------------------- | ------------------------------------------------------------------ |
|    | Pokémon Donjon Mystère                                          | ポケモン不思議のダンジョン 出動ポケモン救助隊ガンバルズ！ | Pokemon Fushigi no Dungeon Shutsudō Pokemon Kyūjotai Ganbaruzu     |
|    | Pokémon Donjon Mystère 2 : Explorateurs du Temps et de l'Ombre  | ポケモン不思議のダンジョン - 時の探検隊 - 闇の探検隊      | Pokemon Fushigi no Dungeon - Toki no Tankentai - Yami no Tankentai |
|    | Pokémon Donjon Mystère 3 : Explorateurs du Ciel                 | ポケモン不思議のダンジョン - 空の探検家                   | Pokemon Fushigi no Dungeon - Toki no Sora                          |
|    | Pokémon Ranger : Sillages de Lumière                            | ポケモンレンジャー 光の軌跡                               | Pokemon Renjā: Hikari no Kiseki                                    |
|    | Pokémon Version Noire 2 / Blanche 2 se dévoilent façon anime !  | ポケットモンスターブラック２・ホワイト２』紹介SPムービー  | Poketto Monsuta Burakku 2 . Howaito 2 ' Shoukai SP Mūbī            |
|    | Pokémon Donjon Mystère : Les portes de l'infini (Parties 1 & 2) | ポケモン不思議のダンジョン ～マグナゲートと∞迷宮～ PV2    | Pokemon fushigi no Dungeon - Magunagēto to ∞ meikyū - PV1&2        |
|    | Pokémon : Les Origines (Parties 1 à 4)                          | ポケットモンスター ジ・オリジン                           | Pocket Monsters: The Origin                                        |

## Divers
D'autres courts-métrages existent:
| No | Titre français                                  | Titre japonais                                          | Titre japonais                                         | Date de 1re diffusion              |
| No | Titre français                                  | Kanji                                                   | Rōmaji                                                 | Date de 1re diffusion              |
| --- | ----------------------------------------------- | ------------------------------------------------------- | ------------------------------------------------------ | ---------------------------------- |
| | La Naissance de Mewtwo                          | ミュウツーの誕生                                        | Mewtwo no Tanjō                                        |                                    |
| 10 premières minutes du premier film, coupées des versions non-japonaises, racontant la création de Mewtwo. |                                                 |                                                         |                                                        |                                    |
| | Le quotidien du Roigada                         | ヤドキングのいちにち                                    | Yadoking no ichinichi                                  | Exclusivité japonaise : 01/01/2000 |
| Film de 3 minutes racontant la vie quotidienne du Roigada du film 2. |                                                 |                                                         |                                                        |                                    |
| | Les aventures des frères Pichu                  | ぼくたちピチューブラザーズ・パーティはおおさわぎ!のまき | Boku-tachi Pichu Brothers - Party wa oosawagi! no maki |                                    |
| Les frères Pichu et leurs amis trouvent une invitation pour une fête organisée par Miaouss. Film de 20 minutes compris en bonus dans Pokémon Channel. |                                                 |                                                         |                                                        |                                    |
| | Chante Meloetta, à la recherche des baies Rinka | うたえメロエッタ リンカのみをさがせ                     | Utae Meloetta - Rinka no mi wo sagase                  |                                    |
| Sert de préquelle au mini-film 15, il est sorti dans un DVD accompagnant le Ciao magazine du 3 juillet au Japon. Pikachu et ses amis cherchent des baies pour restaurer la voix de Meloetta. Commenté par Shokotan et des filles du magazine Ciao.                                                                                     |                                                 |                                                         |                                                        |                                    |
| | Le réveil de Mewtwo, prologue                   | ミュウツー‐覚醒への序章                                 | Myuutsū - Kakusei e no joshō                           | 11/07/2013                         |
| Sert de préquelle au film 16, il a été diffusé la semaine précédant la sortie du film. Virgile est forcé d'atterrir en urgence dans des montagnes et avec des gens qu'il rencontre, il trouve le Mewtwo du film. |                                                 |                                                         |                                                        |                                    |
| | La Princesse Diancie du pays des minerais       | 鉱国のプリンセス ディアンシー                           | Kō koku no purinsesu Dianshī                           | 17/07/2014                         |
| Sert de préquelle au film 17, il a été diffusé la semaine précédant la sortie du film. Afin de régler les problèmes du pays des minerais fait de diamant, Diancie et ses majordomes Strassie veulent provoquer le réveil de Xernéas, le Pokémon légendaire. Mais ils ne savent pas qu'au bout de leur périble, quelqu'un les attend... |                                                 |                                                         |                                                        |                                    |